# Ázerbájdžán (Írán)

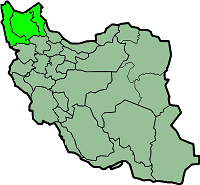
Íránský Ázerbájdžán na mapě

Ázerbájdžán (persky آذربایجان‎ Āzarbāijān; ázerbájdžánsky آذربایجان Azərbaycan), také známý jako Íránský Ázerbájdžán, je region na severozápadě Íránu, který hraničí s Irákem, Tureckem, Nachičevanem, Arménií a republikou Ázerbájdžán. Administrativně je rozdělený na provincie Západní Ázerbájdžán, Východní Ázerbájdžán, Ardabíl, Zandžán, Gílán a částečně Kazvín. V oblasti žijí především íránští Azerové a menšiny Kurdů, Arménů, Peršanů, Talyšů a Asyřanů.
Íránský Ázerbájdžán je země původně i historicky nazývaná Ázerbájdžán; Ázerbájdžánci osídlená sousední Ázerbájdžánská republika si osvojila název sousední, Ázerbájdžánci obydlené, oblasti v Íránu během 20. století.